# Preußisches Institut für Infektionskrankheiten

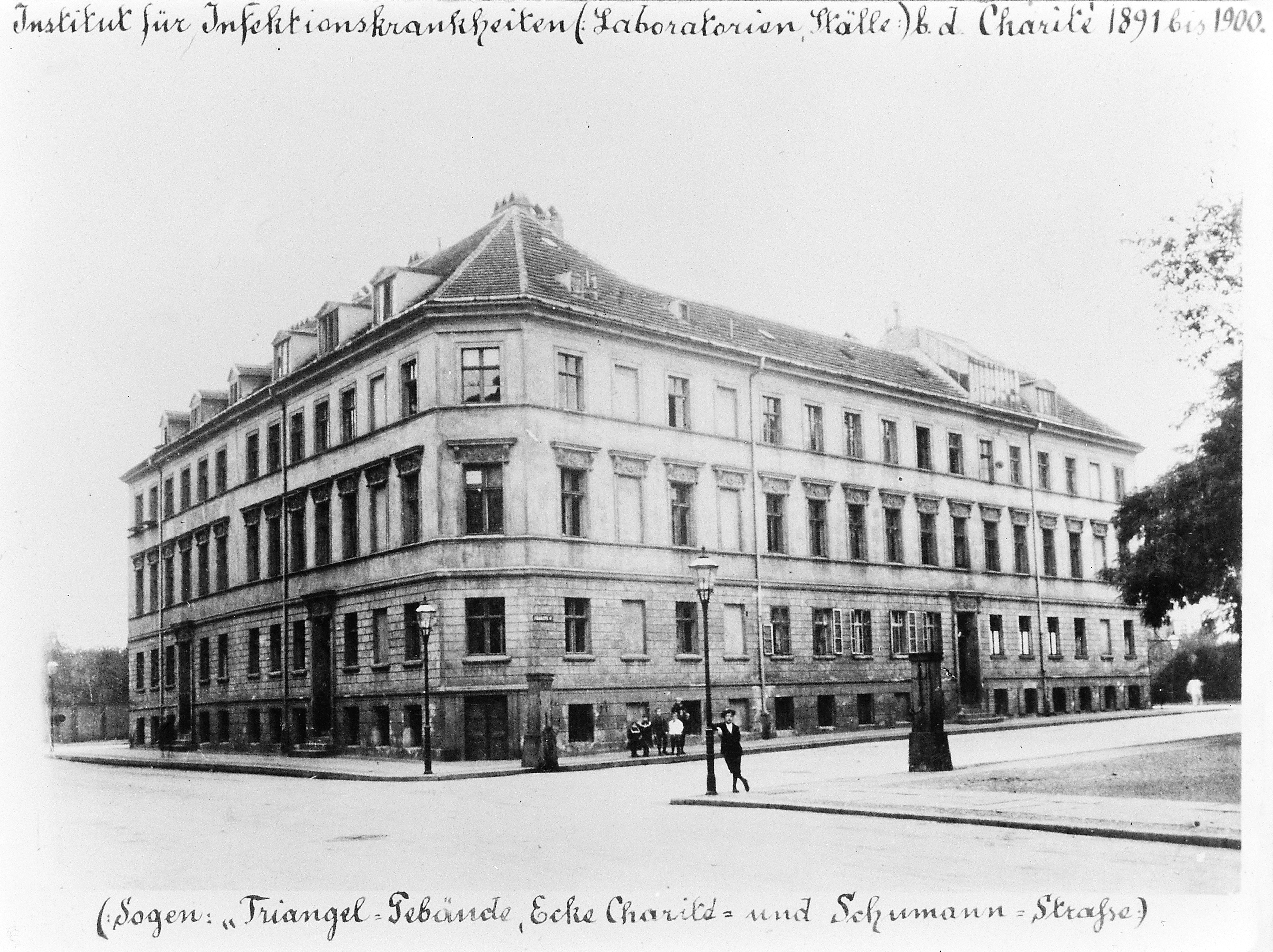
Triangel Gebäude 1891–1900

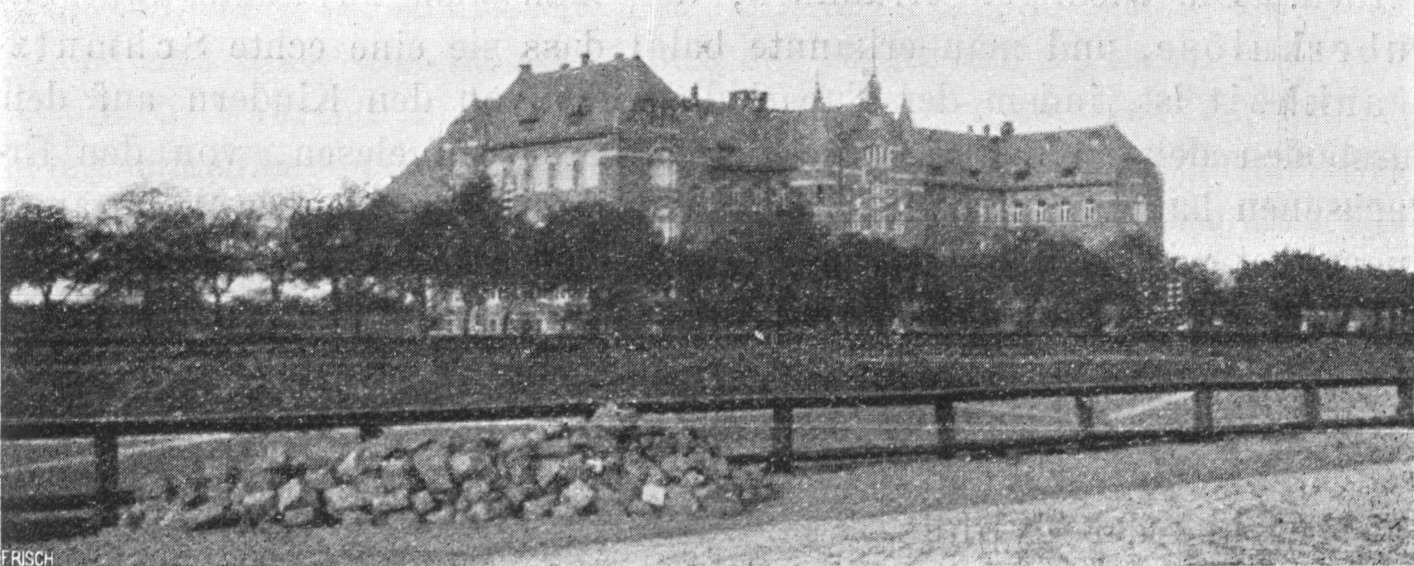
Institut für Infektionskrankheiten

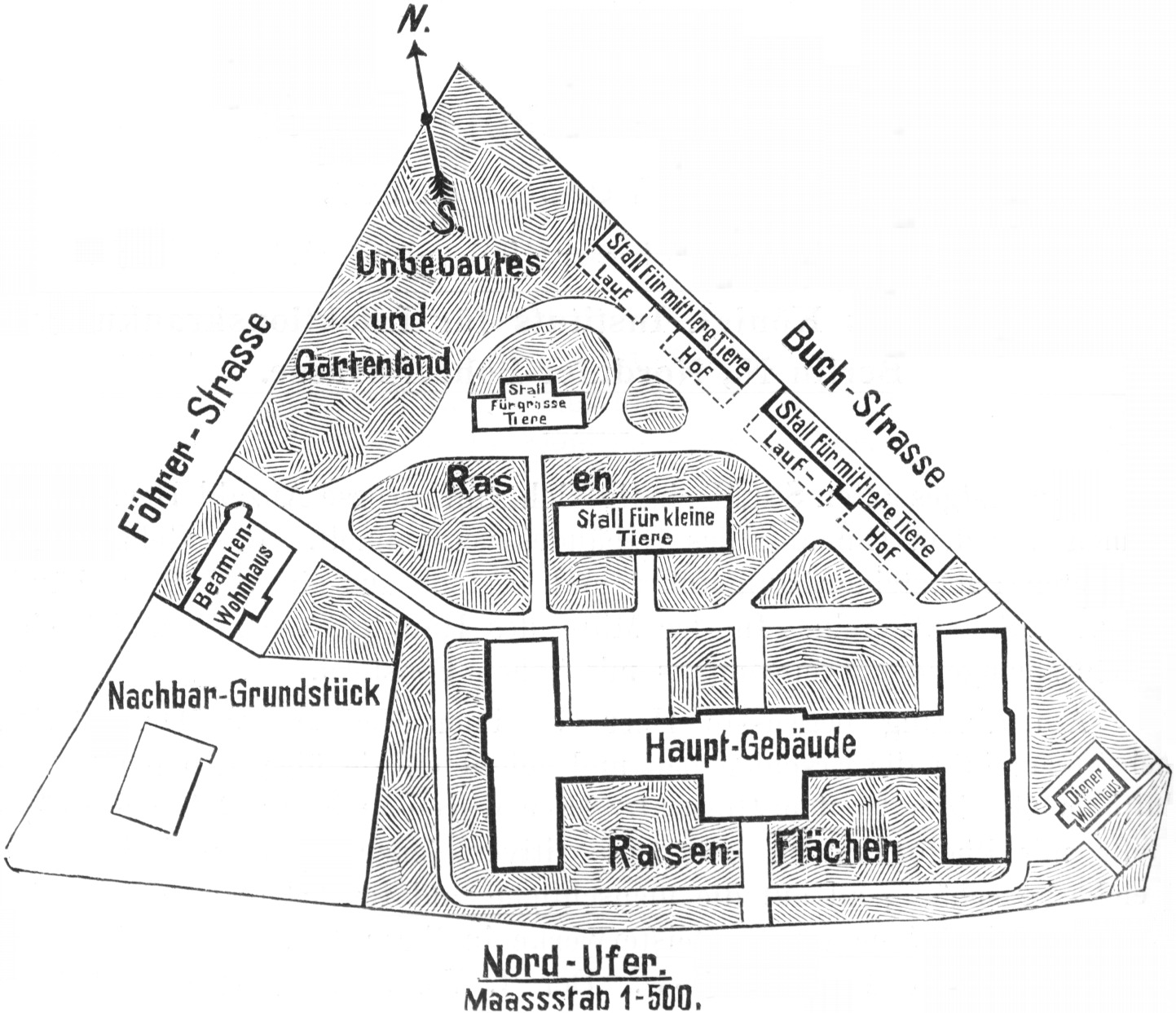
Institut für Infektionskrankheiten, Lageplan am Nordufer (Basis)

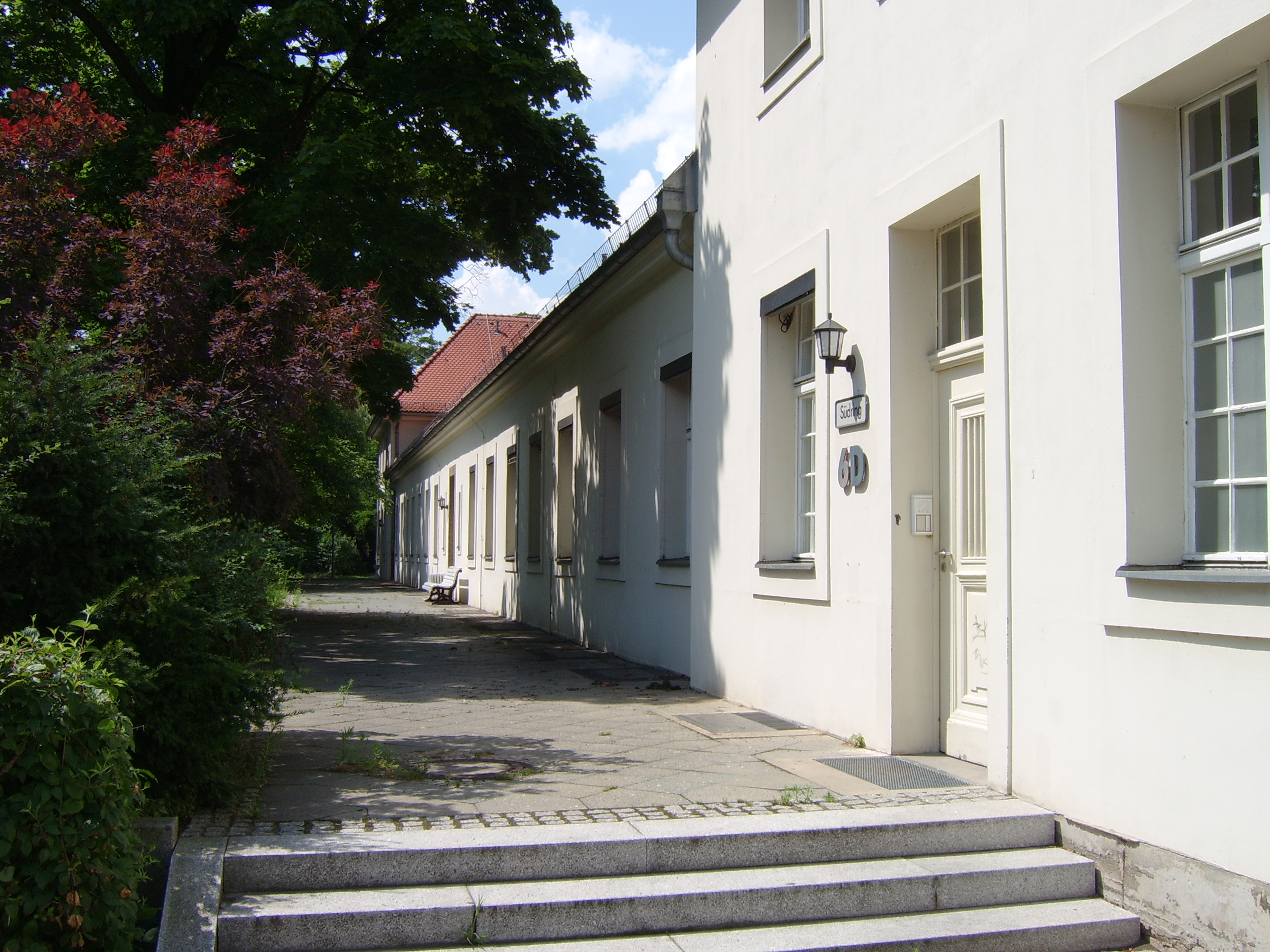
Alte Isolierstation der Klinischen Abteilung des Robert-Koch-Instituts im Virchow Klinikum der Charité

Das Königlich Preußische Institut für Infektionskrankheiten wurde 1891 eigens für Robert Kochs Forschung auf dem neuen Gebiet der Bakteriologie und Klinischen Infektiologie in Berlin gegründet.
Das Institut umfasste eine Experimentelle Abteilung (heute das Robert Koch-Institut) und eine Klinische Abteilung (heute die Medizinische Klinik mit Schwerpunkt Infektiologie und Pneumologie der Charité). So vereinte Koch Forschung und Patientenversorgung personell und räumlich. Das Institut war zuerst an der Charité angesiedelt. In der so genannten Triangel, einem Gebäude mit dreieckigem Grundriss in Berlin-Mitte, waren die Forschungslabore untergebracht und am S-Bahn-Damm, am Standort des heutigen Max-Planck-Instituts für Infektionsbiologie, befanden sich sieben Seuchenbaracken.
An Kochs Institut arbeiteten und lernten unter anderem Paul Ehrlich und die Oberärzte Emil Behring und August von Wassermann. Mit ihren Namen sind entscheidende Fortschritte beim Kampf gegen Diphtherie und Syphilis verbunden. Behring und sein Nachfolger am Institut Ehrlich, der dort von 1892 bis 1896 bahnbrechende Forschungen durchführte, erhielten später auch den Nobelpreis für Medizin.
1901 zog das Institut für Infektionskrankheiten in einen Neubau am Nordufer in Berlin-Wedding. Danach wurde auf Anregung Robert Kochs direkt gegenüber im neu entstehenden Rudolf-Virchow-Krankenhaus eine Infektionsabteilung eingerichtet und 1906 eröffnet. 1906 zog die Klinik in neue Gebäude am Rudolf-Virchow-Krankenhaus. Die Medizinische Klinik umfasste getrennte Infektionsstationen für Männer und Frauen, das Reichsseuchenhaus für Patienten mit Fleckfieber, Cholera oder Pocken und zeitweilig eine Tuberkulose-Abteilung. Der erste Direktor der Klinikschen Abteilung am Standort des Virchow-Krankenhauses, Georg Jochmann (1874–1915), war zugleich Mitglied des RKI und auch das Laboratorium und das eigene Sektionshaus wurden von dort betrieben. Jochmann führte die intralumbale Serumtherapie der Genickstarre ein und verfasste ein weit verbreitetes Lehrbuch der Infektionskrankheiten. Er starb mit 40 Jahren an Fleckfieber.
Sein Nachfolger wurde 1915 Ulrich Friedemann (1877–1949). Dieser befasste sich unter anderem mit Scharlach, Diphtherie, Pocken, ferner der Kolloidchemie und Immunitätslehre. Die Personalunion mit dem RKI wurde bis in die 1930er Jahre fortgeführt, als Friedemann 1934 wie viele jüdische Berliner Ärzte wegen der Verfolgung durch die Nationalsozialisten emigrieren musste. Nach seiner Emigration nach London, später New York City, wurden die beiden Abteilungen getrennt. Die Experimentelle Abteilung wurde als Robert-Koch-Institut eine Reichsbehörde, die Klinische Abteilung wurde von Preußen, später vom Berliner Senat zum Schutz der Bevölkerung vor hochansteckenden Erkrankungen betrieben.
1954 übernahm Felix O. Höring die Leitung der Klinischen Abteilung, 1968 sein Schüler Hans Dieter Pohle. Zehn Jahre später wurde zur seuchenmedizinischen Versorgung und Pandemieplanung der Länder Berlin und Brandenburg die größte deutsche Sonderisolierstation für Patienten mit hochansteckenden Erkrankungen (hämorrhagisches Fieber, Pocken) eingerichtet. Damit war die Infektionsklinik neben dem Bernhard-Nocht-Institut, Hamburg, zweiter deutscher Standort für Bettisolatoren geworden, in denen beispielsweise hochinfektiöse hämorrhagische Fieber behandelt werden können. 1990 wurde die erste deutsche HIV-Tagesklinik eröffnet.
Im Jahr 1998 wurde die Abteilung als Medizinische Klinik mit Schwerpunkt Infektiologie und Pneumologie der Charité angeschlossen und Norbert Suttorp erhielt den ersten deutschen Lehrstuhl für klinische Infektiologie. Dort werden auch Patienten mit Lungenentzündung, Meningitis, Durchfallerkrankungen und Tropenkrankheiten behandelt.

## Liste der Leitenden Ärzte

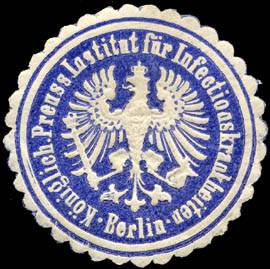
Siegelmarke des Instituts für Infectionskrankheiten

- 1891–1904: Robert Koch (Institut und Klinik, 1843–1910)
- 1891–1896: Ludwig Brieger (1849–1919)
- 1897–1901: Wilhelm Dönitz (1838–1912)
- 1901–1906: August von Wassermann (1866–1925)
- 1906–1915: Georg Jochmann (1874–1915)
- 1915–1934: Ulrich Friedemann (1877–1949)
- 1954–1968: Felix O. Höring (1902–1984)
- 1968–1998: Hans D. Pohle (1931–2019)
- seit 1998: Norbert Suttorp